# Josef Škvor
Josef Škvor (* 8. prosince 1929, Dojetřice) je bývalý československý gymnasta a dvojnásobný účastník letních olympijských her (LOH 1952 v Helsinkách a LOH 1956 v Melbourne), kde soutěžil ve sportovní gymnastice. 

## Sportovní kariéra
Na letní olympiádě v Helsinkách (1952) se Škvor účastnil osmi disciplín. Nejlepšího výsledku dosáhl v soutěži družstev, kde jeho tým získal 7. místo. Ve víceboji jednotlivců obsadil 44. místo. Další disciplíny byly: prostná (59. místo), přeskok (54. místo), bradla (31. místo), hrazda (100. místo), kruhy (23. místo) a kůň našíř (22. místo).
Na druhé olympiádě v Melbourne (1956) si polepšil, kdy v soutěži družstev jeho tým získal 4. místo a ve víceboji jednotlivců 18. místo. Účastnil se klasicky také dalších disciplín: prostná (38. místo), přeskok (19. místo), bradla (27. místo), hrazda (18. místo), kruhy (23. místo) a kůň našíř (4. místo).
O dva roky později na mistrovství světa ve sportovní gymnastice v Moskvě (1958) získal se svým týmem bronzovou medaili v soutěži družstev.